# Böhse für’s Leben
Böhse für’s Leben ist ein Videoalbum der deutschen Rockband Böhse Onkelz und zugleich das neunte Livealbum der Gruppe. Es wurde am 17. Juni 2016 über das bandeigene Label V.I.E.R. Ton & Merch als Blu-ray Disc und DVD veröffentlicht. Ende des Jahres erschien das Album auch auf Schallplatte. Von der FSK ist das Album ab 12 Jahren freigegeben.

## Inhalt
Das Videoalbum wurde bei den vier Konzerten der Band im Juni 2015 am Hockenheimring vor jeweils rund 100.000 Zuschauern aufgenommen. Es sind sowohl Live-Aufnahmen der Auftritte, als auch eine 100-minütige Dokumentation rund um die Konzerte enthalten.

## Covergestaltung
Das Albumcover ist in Schwarz-weiß gehalten und zeigt im oberen Teil von links nach rechts die Gesichter der vier Bandmitglieder Peter Schorowsky, Matthias Röhr, Kevin Russell und Stephan Weidner. Im mittleren Teil stehen in großen weißen Buchstaben die Schriftzüge Böhse für’s Leben und Böhse Onkelz, während am unteren Bildrand die Konzertbühne abgebildet ist.

## Titelliste
| Disc 1 1. Dokumentation, inklusive Live-Material Disc 2 1. Matapalo – Parte Uno 2. Viva los Tioz 3. Finde die Wahrheit 4. Narben 5. Buch der Erinnerung 6. Danket dem Herrn 7. Ich mache was ich will 8. Terpentin 9. Ein langer Weg 10. Überstimuliert 11. Gehasst, verdammt, vergöttert 12. Wenn wir einmal Engel sind 13. Schöne neue Welt 14. Das ist mein Leben 15. Wer nichts wagt kann nichts verlieren 16. Wir bleiben 17. Deutschland im Herbst | Disc 3 1. 1000 Fragen 2. Regen 3. So sind wir 4. Kirche 5. Nekrophil 6. Zu nah an der Wahrheit 7. Onkelz 2000 8. Der Platz neben mir 9. Stunde des Siegers 10. Bomberpilot 11. Nichts ist für die Ewigkeit 12. Wir ham’ noch lange nicht genug 13. Heilige Lieder 14. Auf gute Freunde 15. Mexico 16. Erinnerungen |

## Chartplatzierungen und Auszeichnungen
Böhse für’s Leben stieg am 24. Juni 2016 auf Platz 1 in die deutschen Charts ein, womit es der insgesamt achte Tonträger der Band ist, der die Chartspitze erreichte. Das Album konnte sich 23 Wochen in den Top 100 halten, davon sechs Wochen in den Top 10. In den deutschen Albumcharts des Jahres 2016 belegte es Rang 25.
In Österreich und der Schweiz wurde das Album in den Musik-DVD-Charts gelistet und erreichte hier ebenfalls jeweils Position 1.
Noch im Erscheinungsjahr wurde die DVD für mehr als 50.000 verkaufte Exemplare in Deutschland mit einer Platin-Schallplatte ausgezeichnet.

## Rezeption
| Professionelle Bewertungen | Professionelle Bewertungen |
| -------------------------- | -------------------------- |
| Kritiken                   |                            |
| Quelle                     | Bewertung                  |
| laut.de                    | [ 8 ]                      |

Manuel Berger von laut.de bewertete das Album mit vier von möglichen fünf Punkten. Er schreibt, dass die DVD gegenüber Nichts ist für die Ewigkeit – Live am Hockenheimring 2014 durchaus einen Mehrwert biete, da „24 der insgesamt 32 Songs neu im Programm“ sind. „Die Lichtshow kommt bestens zur Geltung“ und die Atmosphäre würde „wunderbar ins Wohnzimmer transportiert.“ „Über drei volle Livestunden kann man sich wirklich nicht beschweren und die zugehörige Doku nimmt man ebenfalls gerne mit.“